# Louisiana Purchase State Park

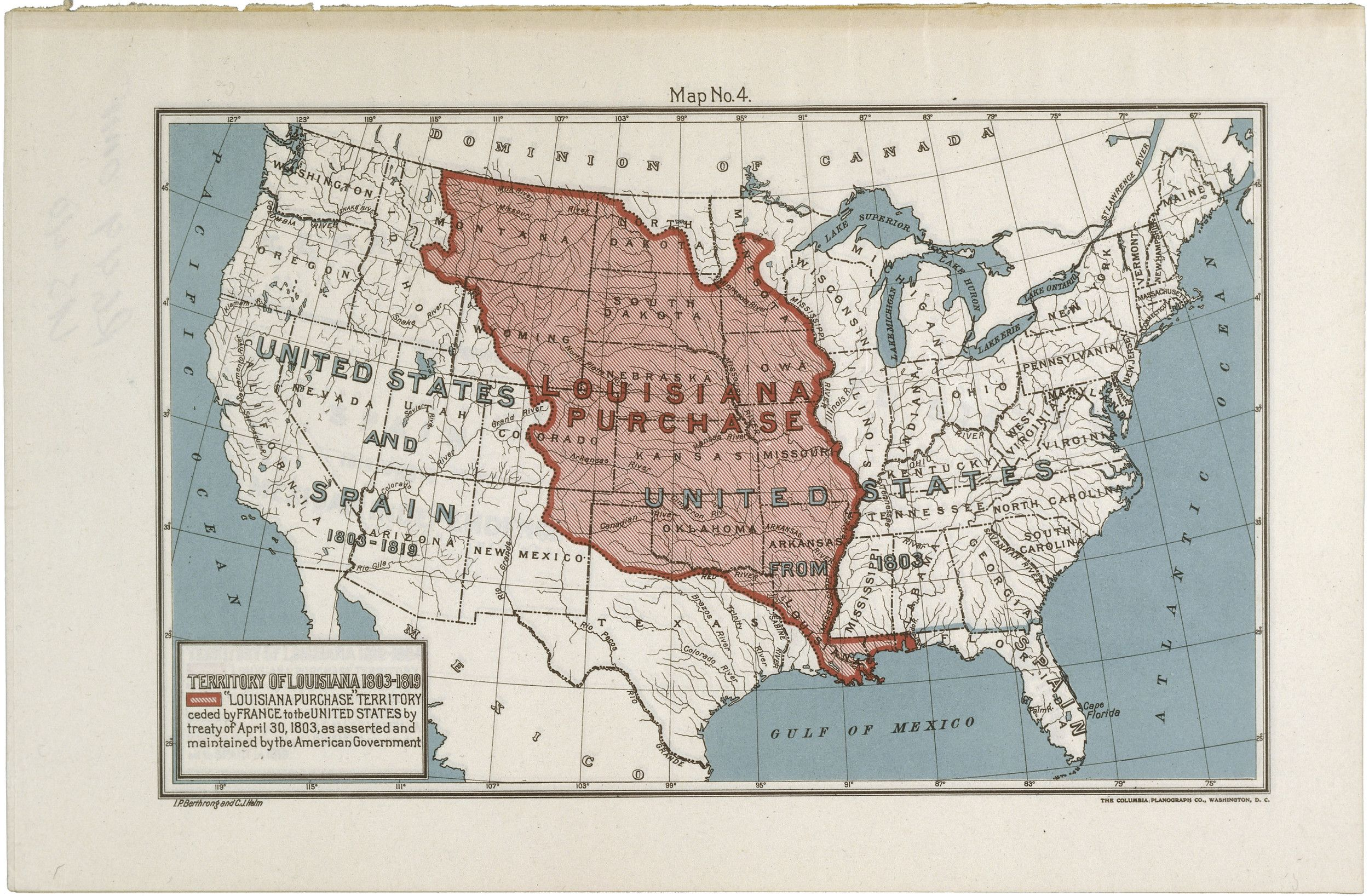
Gebietszuwachs durch den Louisiana Purchase (rot markiert)

Der Louisiana Purchase State Park liegt im US-Bundesstaat Arkansas am Schnittpunkt der County-Grenzen von Lee County, Monroe County und Phillips County. Der State Park ist über die Interstate 40 ab Brinkley, den U.S. Highway 49 und dann die Arkansas State Route 362 erreichbar.
1803 wurde im Rahmen des Louisiana Purchase die ehemalige französische Kolonie Louisiana, von den USA für 15 Mio. US-Dollar erworben. Das damalige Territorium der USA zwischen Ostküste und Mississippi River wurde dabei bis zu den Rocky Mountains um 2.144.476 km² Land erweitert und damit nahezu verdoppelt. Die Lewis-und-Clark-Expedition begann 1804 den Missouri River flussaufwärts zu erkunden. Präsident James Monroe ordnete 1815 die Vermessung der neuen Gebiete an. Als Ausgangspunkt für die Vermessungen wurde ein Punkt festgelegt, an dem sich der Längengrad des Zusammenflusses von Arkansas und Mississippi River und der Breitengrad der Vereinigung des Saint Francis River mit dem Mississippi River kreuzen.
Auf diesen Kreuzungspunkt bezogen sich die Vermessungen in Arkansas, Missouri, Iowa, Minnesota, North Dakota und Teilen von South Dakota. Im Laufe der Zeit geriet der genaue Punkt in Vergessenheit und wurde erst 1921 bei Vermessungsarbeiten der County-Grenzen wiederentdeckt. An Stelle der Gummibäume, die 1815 zur Kennzeichnung gepflanzt worden waren, wurde 1926 zusätzlich ein 2 m hoher Gedenkstein aus Granit gesetzt und 1961 der Louisiana Purchase State Park eingerichtet.
Durch den sumpfigen Wald im Quellgebiet des Little Cypress Creek wurde ein Bohlenweg errichtet, der an dem Gedenkstein vorbeiführt und mit Schautafeln zur Geschichte und Ökologie ausgestattet ist. Aus Anlass der 200-Jahr-Feierlichkeiten 2002 wurden der Weg renoviert und die Schautafeln ergänzt. Der Louisiana Purchase State Park wurde am 19. April 1993 als National Historic Landmark anerkannt. Seit dem 23. Februar 1972 war er bereits als Stätte im National Register of Historic Places verzeichnet.
Der 15 Hektar große State Park liegt in den intakten Sümpfen eines Quellgebietes damit einem selten gewordenen Biotoptyp. In ihm gibt es kaum Bereiche mit tiefem Wasser und nur selten ausgetrocknete Abschnitte. Mit Ausnahme des 300 m langen Bohlenwegs ist das Feuchtgebiet noch weitgehend im gleichen Zustand wie Anfang der frühen 1800er. Unter anderem wächst dort die Echte Sumpfzypresse (Taxodium distichum),
Tupelobäume (Nyssa aquatica), die Amerikanische Schwarz-Weide (Salix nigra) und Amerikanische Persimone (Diospyros virginiana); Korb-Eiche (Quercus michauxii) und Pappeln ergänzen den Baumbestand.
Biber, Waschbären, Amerikanischer Nerz, Beutelratten und Sumpfkaninchen bevölkern Wasser und Bäume ebenso wie der Bird-voiced Treefrog (Hyla avivoca), während Zitronenwaldsänger, Gürtelfischer, Helmspecht, Streifenkauz auch in der Luft zu finden sind. Vor Schnappschildkröte und Mississippi-Alligator sollte man sich ebenso hüten wie vor den giftigen Diamant-Schwimmnattern (Nerodia rhombifer) und Wassermokassinottern.